# Trichotettix nuda
Trichotettix nuda är en insektsart som beskrevs av Max Beier 1960. Trichotettix nuda ingår i släktet Trichotettix och familjen vårtbitare. Inga underarter finns listade i Catalogue of Life.